# 中人 (朝鮮)
中人（チュンイン、중인）は、李氏朝鮮時代の官僚機構を担った階級身分であり、代々郡県の行政実務を担当した。
李氏朝鮮時代の中人は物書きができる専門職であったが、社会的上昇には限界があり、両班から激しく差別されていた。中人は実務・情報に長けており、1876年の開港以後、商人・地主になることにより、社会的成功を収め、日本統治時代の朝鮮の農村は中人出身の新興地主によって支配された。中人出身者は、朝鮮総督府の官僚・各種各級の協議会議員として活躍するなど社会的成功をもたらした日本の統治におおむね協力的であり、1925年時、朝鮮に郡守を務める250人の朝鮮人がいたが、ほとんどが中人出身者であった。新興地主は、子弟を日本に留学させ、崔南善、李光洙、崔鉉培、白南雲など近代朝鮮の文化と学問はこれらの中から誕生した。